# Prostoma coronatum
Prostoma coronatum är en djurart som tillhör fylumet slemmaskar, och. Prostoma coronatum ingår i släktet Prostoma, fylumet slemmaskar och riket djur. Inga underarter finns listade i Catalogue of Life.